# Галитоз
Халито́з, или галито́з (halitosis; от лат. halitus — дыхание и греч. -osis) — признак некоторых заболеваний органов пищеварения у человека и животных, сопровождающихся патологическим ростом числа анаэробных микроорганизмов в ротовой полости и неприятным запахом изо рта. Халитоз, зловонное дыхание, неприятный запах изо рта, озостомия, стоматодисодия, foetor ex ore. Медицинский термин, означающий неприятный запах изо рта у человека и животных. Наиболее часто употребляется в стоматологии, однако причины галитоза зачастую кроются не только в проблемах в самой ротовой полости, но и в патологиях внутренних органов.
Этимология слова: термин произошёл от слияния латинского Halitus (дыхание) и греческого окончания -osis (свидетельствует о нарушении нормального состояния в организме человека, то есть о болезни).
Термин «галитоз» был придуман для продвижения «Листерина» в качестве ополаскивателя рта в 1920 году. Галитоз не является заболеванием, это медицинский термин для обозначения несвежего дыхания.

## Этиология
Основной и непосредственной причиной галитоза является дисбаланс микрофлоры полости рта. В норме в полости рта присутствует аэробная микрофлора, которая подавляет развитие анаэробной (кишечная палочка, Solobacterium moorei, некоторые стрептококки и ряд других грамотрицательных микроорганизмов). Анаэробная микрофлора, питательной средой для которой является плотный белковый налёт на языке, зубах и внутренней поверхности щёк, вырабатывает летучие сернистые соединения: метилмеркаптан (острый запах фекалий, тухлой капусты), аллилмеркаптан (запах чеснока), пропилмеркаптан (острый неприятный запах), сероводород (запах тухлого яйца, фекалий), диметилсульфид (неприятно сладкий запах капусты, серы, бензина), диметилдисульфид (острый запах), карбондисульфид (слабый острый запах), и несернистые соединения: кадаверин (трупный запах и запах мочи), метиламин, индол, скатол (запах фекалий, нафталина), путресцин (запах гниющего мяса), триметиламин, диметиламин (рыбный, аммиачный запах), аммиак (резкий неприятный запах), а также изовалериановую кислоту (запах пота, прогорклого молока, испорченного сыра).
Галитоз вызывают:
- стоматологические заболевания (кариес зубов и его осложнения, а также заболевание слизистых оболочек полости рта, болезни дёсен, некачественные протезы и ортодонтические конструкции);
- плохая или неправильная гигиена полости рта, в результате чего в полости рта скапливается большое количество бактерий, разлагаются остатки пищи;
- заболевания верхних дыхательных путей и глотки (например, хронический насморк, фарингит, тонзиллит, полипы носа);
- хронические неспецифические заболевания лёгких;
- системные заболевания внутренних органов (желудка, разных желёз), нарушенное пищеварение;
- сахарный диабет (запах ацетона при диабетической коме);
- почечная недостаточность;
- онкологические заболевания;
- стресс;
- голодание;
- приём некоторых лекарств, способствующих развитию сухости в полости рта
- и т. д.

Часто неприятный запах изо рта появляется в послеобеденное время, если человек ничего не ел на завтрак и/или обед и запахи полупереваренной пищи поднимаются вверх по пустому пищеводу. Это не является патологией, необходимо пообедать и воспользоваться ароматическими жвачками или конфетами с запахом мяты, лимона, клубники и т. п., выпить напиток.

## Самостоятельное определение наличия галитоза
Зачастую человеку сложно определить самостоятельно наличие неприятного запаха изо рта. Одними из наиболее действенных способов для этого могут послужить:
- тест с ложкой. Берётся ложка, ею соскребается налёт с самой дальней части языка. Оценивается запах беловатого содержимого, оставшегося на ложке;
- запах слюны. Необходимо лизнуть запястье, дать слюне засохнуть и оценить её запах. Это поможет косвенно оценить наличие или отсутствие галитоза у человека.

## Борьба с галитозом
- Тщательный уход за полостью рта, если причины стоматологические (ополаскиватель для полости рта, зубная паста, зубной порошок);
- Чистка языка, поскольку часто причиной неприятного запаха является белый налёт, покрывающий язык. Это возникает вследствие удлинения ворсинок эпителия, что приводит к созданию благоприятных условий для размножения бактерий и грибков. Для устранения запаха изо рта нужно лечить пищеварительную систему и регулярно чистить налёт на языке. Для этого можно использовать специальные ложки-скребки.
- Лечение тонзиллита. Часто причиной может быть хронический тонзиллит. Вследствие увеличения глоточных миндалин в их складки могут попадать частицы еды, и жить бактерии и грибки. Они вызывают частые воспаления и могут быть причиной запаха. В таких случаях нужно обратиться за помощью к отоларингологу.
- В рандомизированном, двойном слепом, плацебо-контролируемом исследовании с участием 60 человек, травяной ополаскиватель для полости рта с экстрактом уральской солодки (glycyrrhiza uralensis) показал большую эффективность в снижении распространенности галитоза по сравнению с солевым ополаскивателем. Кроме того, у пациентов с псевдогалитозом, использующих ополаскиватель с G. uralensis, наблюдалось статистически значимое (p < 0,05) уменьшение количества бактерий, вызывающих галитоз[7].

### Галитоз у детей
Наиболее частая причина галитоза у детей — гастро-эзофагеальные рефлюксы. Патологические рефлюксы могут возникать как в рамках гастро-эзофагеальной рефлюксной болезни (ГЭРБ), так и при руминации (сложном феномене отрыжки пищи с её повторным пережевыванием, имеющем истоки в психической сфере). Широко распространённое в парамедицинской литературе утверждение, что галитоз у детей сопровождает глистные инвазии и, особенно, энтеробиоз — не более чем предрассудок.

### У животных
Для животных, особенно собак, создано большое количество средств (гели, пищевые добавки) для борьбы с галитозом.